# リック・ゴンザレス
リック・ゴンザレス（Rick Gonzalez、1979年6月30日 - ）は、アメリカ合衆国の俳優。

## 出演作品
- NCIS 〜ネイビー犯罪捜査班シーズン11
- クローザーファイナル・シーズン
- BONES　ボーンズ　-骨は語る- シーズン7
- ［アパートメント:143］（ポール・オルテガ）
- DARK BLUE／潜入捜査 シーズン2
- ライ・トゥ・ミー　嘘の瞬間 シーズン2
- コールドケース7(ファイナルシーズン)第13話「グラフィティ」
- ミディアム6　霊能者アリソン・デュボア
- キャッスル　～ミステリー作家は事件がお好き シーズン2
- REAPER デビルバスター シーズン1（ベン）
- REAPER デビルバスター シーズン2（ベン）
- プライド＆グローリー
- ワイルド・ブロウ
- ジャームス 狂気の秘密（パット・スミア）
- CSI:マイアミ5
- デスティニー　未来を知ってしまった男
- パルス
- CSI:科学捜査班6
- ロール・バウンス
- コーチ・カーター（クルーズ）
- 宇宙戦争
- バイカーボーイズ
- バフィー～恋する十字架～ シーズン7
- ザ・シールド　～ルール無用の警察バッジ～ シーズン1
- しあわせの法則（ワイアット）
- オールド・ルーキー
- ER VIII　緊急救命室 第8シーズン
- ボストン・パブリック シーズン1
- LAW & ORDER： 性犯罪特捜班 シーズン1
- トライアル／希望への闘い1
- ARROW/アロー (レネ・ラミレス a.k.a ワイルドドッグ)
- ロスト・シンボル (アルフォンソ・ヌニェス)